# Thelypteris wrightii
Thelypteris wrightii är en kärrbräkenväxtart som först beskrevs av Georg Heinrich Mettenius och D. C. Eat., och fick sitt nu gällande namn av C. Reed. Thelypteris wrightii ingår i släktet Thelypteris och familjen Thelypteridaceae. Inga underarter finns listade.